# Ніколаєвка (Кармаскалинський район)
Нікола́євка (рос. Николаевка, башк. Николаевка) — село у складі Кармаскалинського району Башкортостану, Росія. Входить до складу Ніколаєвської сільської ради.
Населення — 854 особи (2010; 918 в 2002).
Національний склад:
- чуваші — 93 %